# Get Up (EP de NewJeans)
Get Up es el segundo EP del grupo femenino de Corea del Sur NewJeans. Fue lanzado el 21 de julio de 2023 por ADOR, sello discográfico subsidiario de HYBE. El miniálbum contiene seis pistas, incluyendo tres sencillos principales, «Super Shy», «ETA» y «Cool With You», además de una pista especial titulada «New Jeans», en colaboración con The Powerpuff Girls de Warner Bros. Discovery. El EP fue producido por los Park Jin-su y 250, quienes ya habían participado previamente en la producción de canciones para el grupo, junto con Frankie Scoca, Catharina Stoltenberg y Henriette Motzfeldt.

## Antecedentes y lanzamiento
En enero de 2023, la CEO de ADOR, Min Hee-jin, reveló por primera vez en una entrevista con la revista surcoreana Cine21 que NewJeans estaba preparando un nuevo álbum. El 4 de abril de 2023, medios surcoreanos informaron que el grupo lanzaría un sencillo de prelanzamiento a fines de junio y un nuevo álbum a comienzos del mes de julio del mismo año. Más tarde ese mes, Min declaró en una entrevista con Billboard que el grupo había terminado de grabar a principios de abril. En mayo de 2023, los medios de comunicación coreanos informaron que la pista del lado B se lanzaría el 7 de julio.
El 19 de junio de 2023, ADOR anunció de manera oficial el lanzamiento del segundo miniálbum del grupo titulado Get Up, programado para el 21 de julio de 2023. Anunció además que se publicarían dos sencillo de prelanzamiento el 7 de julio, bajo los nombres de «New Jeans» y «Super Shy», siendo el primero una colaboración con The Powerpuff Girls de Warner Bros. Discovery, mientras que el día del lanzamiento del EP serían publicados los vídeos musicales de sus sencillos principales, «ETA» y «Cool With You». «Se producirán vídeos musicales para las seis canciones del segundo mini álbum de NewJeans. Planeamos mostrar un encanto diferente en cada vídeo musical, incluidas colaboraciones únicas con marcas globales y apariciones sorpresa de invitados que superan las expectativas», señalaron desde ADOR. Ese mismo día, el EP estuvo disponible para la venta anticipada a las 11:00 (KST). Después del anuncio, el precio de las acciones de Hybe subió un 3% en un día.

## Escritura y composición

### Escritura
Para producir Get Up, ADOR reclutó a músicos y productores que previamente ya habían trabajado en la producción y creación de canciones previas para NewJeans, como lo son los productores surcoreanos 250 y Park Jin-su, y músicos fuera de la escena musical K-pop. El sello organizó una sesión de estudio en Copenhague donde invitaron a la cantautora danesa Erika de Casier, Catharina Stoltenberg y Henriette Motzfeldt del dúo musical noruego Smerz, al productor danés Fine Glindvad Jensen, a la compositora estadounidense Kristine Bogan y al productor estadounidense Frankie Scoca, entre otros. Al analizar las discografías de los músicos, el crítico Kim Do-heon señaló que todos compartían una lánguida producción Lo-fi Pop basada en R&B mezclada con UK Garage. De Casier dijo que el sello no les dio instrucciones específicas y describió la sesión como espontánea y divertida. Como estaban escribiendo para un grupo de adolescentes, decidieron optar por melodías animadas y letras juveniles, basándose en sus propias experiencias  de adolescente. Durante la sesión, el grupo escribió cuatro de las seis pistas del EP: «New Jeans», «Super Shy», «Cool with You» y «ASAP».
La primera canción que escribieron fue «Super Shy». De Casier dijo que se inspiró en sus experiencias como una adolescente tímida al escribir la letra con Bogan. Para «New Jeans», a De Casier se le ocurrió por primera vez el estribillo "new year, new jeans, you and me" (nuevo año, nuevos jeans, tu y yo) y ella y Jensen construyeron la canción en torno al canto de llamada y respuesta, inspirado en SOAP y Aqua. «Cool with You» fue desarrollada inicialmente por de Casier y Jensen mientras compartían ideas y notas de voz. «ASAP» se desarrolló a partir de un ritmo creado por Smerz al final de la sesión, durante la tarde, mientras el grupo se relajaba. Luego, las canciones se enviaron al sello y se terminaron en Corea del Sur, donde algunas de las letras se cambiaron y tradujeron al coreano; la miembro de NewJeans, Haerin, fue acreditada por primera vez como letrista en «New Jeans» y la miembro Danielle participó en la letra de «Super Shy» y «ASAP». Park y 250 también contribuyeron en tres de las cuatro pistas; Park fue acreditado como compositor y productor en «New Jeans» y «Cool with You», mientras que 250 fue acreditado como compositor y productor en «ASAP». Los temas restantes, «ETA» y «Get Up», fueron producidos por 250; «ETA» fue escrita por el rapero surcoreano Beenzino, Gigi, Ylva Dimberg y 250, quienes también escribieron «Get Up» con Freekind.

### Música y letras
Get Up tiene una duración de unos 12 minutos y consta de seis pistas. En la grabación, NewJeans experimentó con varios tipos de música dance, abrazando aún más los géneros explorados por primera vez en OMG. Hanni describió el miniálbum como una representación del "verano de NewJeans", que abarca una variedad de emociones e historias que giran en torno al amor. Get Up abre con «New Jeans». Inspirado en el UK Garage y Jersey Club, la pista impulsada por la percusión expresa el deseo de NewJeans de seguir labrándose su propio camino y experimentando con nueva música, también haciendo referencia en la letra «So Fresh, So Clean» (2001) del dúo estadounidense Outkast. «Super Shy» es una canción Bubblegum pop liquid funk y Jersey Club que presenta un Staccato patrón de bombo en el que NewJeans desea superar la timidez y confesarse con su primer amor.
«ETA», un acrónimo en inglés para la frase «tiempo estimado de llegada» (Estimated Time of Arrival), es una canción basada en melodías suaves que incorpora pausas de batería funky tipo Yeah! Woo!, sintetizadores "acogedores", y bocinas de aire entrecortadas enérgicas tomadas de la canción Baltimore Club de Debonair Samir «Samir's Theme». En la canción, NewJeans anima a su amiga a romper con su novio debido a su infidelidad. Joshua Minsoo Kim de Pitchfork lo describió como el resultado de los experimentos previos de NewJeans con la música de club, Jersey Club en «Cookie» y Baltimore Club «Ditto». «Cool with You» es una pista de UK Garage impulsada por melodías "sin esfuerzo", "juguetones" ad-libs, armonías en capas, melismas y voces susurradas. En la pista, NewJeans expresa con franqueza sus sentimientos hacia una pareja, sin preocuparse por lo que otros puedan decir sobre ellos. El interludio del miniálbum, «Get Up», es una balada de R&B "de ensueño" basada en sintetizadores atmosféricos que enfatizan las armonías etéreas de NewJeans. Alude a una pelea con un amante. El disco se cierra con «ASAP», una canción pop "dulce" que incorpora percusión "burbujeante", sintetizadores sincopados y un sonido de tictac similar al sonio de un reloj como una llamada de regreso a la primera pista. NewJeans cantan sobre el anhelo de una pareja, a quien llaman con frecuencia para compartir con ellos "las pequeñas alegrías de la vida".

## Recepción

### Comentarios de la crítica
Rhian Daly de la revista británica NME le dio puntaje perfecto al miniálbum, señalando que «Desde el principio, NewJeans ha presentado una combinación embriagadora, fresca, pero con un aire de sofisticación y equilibrio; el sonido de la juventud pero entregado de una manera que pasa por alto el torbellino caótico de la vida adolescente a favor de algo ensamblado y en completo control. En 'Get Up', las seis canciones se sienten en gran medida como si fueran una conversación, con el oyente, pero también con ellas mismas».
Joshua Minsoo Kim de Pitchfork indicó en su crítica que «Su música es notablemente relajada, definida por sonidos diáfanos y cantos diarísticos; sus vídeos musicales y coreografías evitan la ternura agresiva y la pompa imperial, los estándares del K-Pop, por la bonhomía hogareña. En su segundo EP, 'Get Up', NewJeans canaliza el éxtasis del amor propio y el enamoramiento a través de una animada música dance».

## Lista de canciones
| CD / Descarga digital |                 |                                                                                                   |                                                                                             |                                                 |          |  |
| N.º                   | Título          | Letras                                                                                            | Música                                                                                      | Arreglos                                        | Duración |  |
| 1.                    | «New Jeans»     | Gigi, Erika de Casier, Fine Glindvad Jensen, Haerin                                               | Park Jin-su, Frankie Scoca, Erika de Casier, Fine Glindvad Jensen                           | Park Jin-su, Frankie Scoca                      | 1:48     |  |
| 2.                    | «Super Shy»     | Gigi, Kim Dong-hyun, Erika de Casier, Kristine Bogan, Danielle                                    | Frankie Scoca, Erika de Casier, Kristine Bogan                                              | Frankie Scoca                                   | 2:34     |  |
| 3.                    | «ETA»           | Im Sung-bin, Gigi, Ylva Dimberg                                                                   | 250, Ylva Dimberg                                                                           | 250                                             | 2:31     |  |
| 4.                    | «Cool With You» | Gigi, Kim Dong-hyun, Erika de Casier, Fine Glindvad Jensen, Danielle                              | Park Jin-su, Frankie Scoca, Erika de Casier, Fine Glindvad Jensen                           | Park Jin-su, Frankie Scoca                      | 2:27     |  |
| 5.                    | «Get Up»        | freekind.                                                                                         | 250, freekind.                                                                              | 250                                             | 0:36     |  |
| 6.                    | «ASAP»          | Gigi, Erika de Casier, Fine Glindvad Jensen, Catharina Stoltenberg, Henriette Motzfeldt, Danielle | 250, Catharina Stoltenberg, Henriette Motzfeldt, Erika de Casier, Fine Glindvad Jensen, 250 | 250, Catharina Stoltenberg, Henriette Motzfeldt | 2:14     |  |
| 12:10                 |                 |                                                                                                   |                                                                                             |                                                 |          |  |

## Reconocimientos

### Premios y nominaciones
| Año  | Evento                 | Premio                              | Resultado | Ref.   |
| ---- | ---------------------- | ----------------------------------- | --------- | ------ |
| 2023 | Pop Golden Awards      | Álbum K-Pop del año                 | Pendiente | [ 25 ] |
| 2023 | Asian Pop Music Awards | Top 20 Álbumes del año - Extranjero | Ganador   | [ 26 ] |
| 2023 | MAMA Awards            | Álbum del año (Daesang)             | Nominado  | [ 27 ] |
| 2023 | Melon Music Awards     | Millions Top 10 Artists             | Ganador   | [ 28 ] |
| 2023 | Melon Music Awards     | Álbum del año                       | Nominado  | [ 29 ] |
| 2024 | Korean Music Awards    | Mejor álbum K-Pop                   | Ganador   | [ 30 ] |
| 2024 | Korean Music Awards    | Álbum del año                       | Nominado  | [ 31 ] |

### Listados
| Publicación        | Listado                                                 | Lugar    | Ref.   |
| ------------------ | ------------------------------------------------------- | -------- | ------ |
| Billboard          | The 25 Best K-Pop Albums of 2023                        | 23.º     | [ 32 ] |
| Genius Korea       | 2023 Year-End Genius Korea Chart - Top EPs              | 1.º      | [ 33 ] |
| Paste Magazine     | The 30 Greatest K-Pop Albums of All Time                | 18.º     | [ 34 ] |
| Paste Magazine     | The 20 Best K-pop Albums of 2023                        | 1.º      | [ 35 ] |
| Real Zenerate      | 15 K-pop albums of 2023                                 | Incluida | [ 36 ] |
| Rolling Stone      | The 100 Best Albums of 2023                             | 33.º     | [ 37 ] |
| Rolling Stone      | Best Music of 2023: Staff Picks (Tim Chan)              | Incluida | [ 38 ] |
| Rolling Stone      | Best Music of 2023: Staff Picks (Solomon Fortune)       | Incluida | [ 38 ] |
| Rolling Stone      | Best Music of 2023: Staff Picks (Kristine Kwak)         | Incluida | [ 38 ] |
| Rolling Stone      | Best Music of 2023: Staff Picks (Simon Vozick-Levinson) | Incluida | [ 38 ] |
| The New York Times | Best Albums of 2023 (Jon Caramanica)                    | Incluida | [ 39 ] |

## Historial de lanzamiento
| País          | Fecha               | Formato                         | Sello      |
| ------------- | ------------------- | ------------------------------- | ---------- |
| Corea del Sur | 21 de julio de 2023 | CD, descarga digital, streaming | ADOR, HYBE |